# Joakim Björkman
Joakim Björkman, född 6 juli 1990 i Västerås, är en svensk professionell golfspelare med funktionsvariation. Han är en av Sveriges bästa och mest framgångsrika paragolfare. Spelade i svenska landslaget mellan 2005 - 2023.

## Meriter (urval)
- 1:a Italian Open 2018[1]
- 1:a Czech Masters 2017
- 1:a Italian Open 2017[2]
- SM-Silver 2017
- SM-Guld 2016
- 1: Italian Open 2016
- 5:a VM 2016
- 6:a EM 2016
- 1:a Italian Open 2015
- Lag-EM Guld 2015
- Lag-VM Guld 2014
- 25 segrar på Handigolf Tour
- 9 raka Order of Merit-segrar
- 2:a British Open 2012
- Lag-VM Guld 2011
- EM-Guld 2006
- EM-Silver 2005
- 3:a Norwegian Open 2010
- 2:a Danish Open 2006